# Trofeo Matteotti 1967
Il Trofeo Matteotti 1967, ventiduesima edizione della corsa, si svolse il 6 agosto 1967 su un percorso di 241,2 km. La vittoria fu appannaggio dell'italiano Dino Zandegù, che completò il percorso in 7h00'39", precedendo i connazionali Luigi Sgarbozza e Michele Dancelli.

## Ordine d'arrivo (Top 9)
| Pos. | Corridore        | Squadra    | Tempo    |
| ---- | ---------------- | ---------- | -------- |
| 1    | Dino Zandegù     | Salvarani  | 7h00'39" |
| 2    | Luigi Sgarbozza  | Salamini   | s.t.     |
| 3    | Michele Dancelli | Vittadello | s.t.     |
| 4    | Cencio Mantovani | Salamini   | s.t.     |
| 5    | Vito Taccone     | Germanvox  | s.t.     |
| 6    | Franco Bitossi   | Filotex    | s.t.     |
| 7    | Luciano Soave    | Salamini   | s.t.     |
| 8    | Mario Mancini    | Germanvox  | s.t.     |
| 9    | [ 1 ]            |            |          |